# Giovanni Bertorelli
Giovanni Bertorelli Hurtado (ur. 7 grudnia 1928 w Maiquetíi, zm. 25 kwietnia 2006 w Lexington) – wenezuelski szermierz. Reprezentant kraju podczas igrzysk olimpijskich w Helsinkach, uczestniczył w turnieju indywidualnym i drużynowym florecistów i szpadzistów, we wszystkich turniejach odpadł w pierwszej rundzie.